# Младостарчество
Младоста́рчество («псевдоста́рчество») — явление, в церковной жизни православия, которое официальная церковь рассматривает как порочное и связанное со злоупотреблением некоторыми священнослужителями пастырской властью, по уставу возложенной на них Церковью. Характеризуется стремлением полностью подчинить себе волю или сознание своих прихожан, присвоением себе полномочий, которые не предусмотрены церковными правилами и уставом. Может выражаться, например, в наложении чрезмерно строгих епитимий, в том числе за действия, которые в нормальной пастырской практике Церкви не предусматривают жёсткой регламентации и применения каких-либо прещений. Митрополит Антоний Сурожский говорил, что «это подход молодого, неопытного священника, который из того, чего он начитался, или потому, что его так учили, думает, будто он все вопросы может разрешить без личного опыта о Боге и без личного возрастания в святость». Явление злоупотребления духовной властью может присутствовать в любых других христианских вероисповеданиях, а также в иных, нехристианских религиях, предусматривающих те или иные формы духовного руководства.

…душепагубное актёрство и печальнейшая комедия — старцы, которые принимают на себя роль древних святых Старцев, не имея их духовных дарований, да ведуют, что самое их намерение, самые мысли и понятия их о великом иноческом делании — послушании суть ложные, что самый их образ мыслей, их разум, их знание суть самообольщение и бесовская прелесть…
— Игнатий (Брянчанинов)

## Происхождение термина
Термин возник в русской православной среде в первой половине XX века. Как предположили современные исследователи Евгений Лютько и Алексей Чёрный: «в межвоенный период приставка/понятие „младо-“ стало модным на социально-политическом уровне. Этноним, которому предшествовала приставка „младо-“, означал группу наиболее прогрессивных представителей нации: тех, кто чувствовал ответственность за политическое самоопределение своего народа. Младодвижения зародились в XIX веке, но первые из них начали появляться в российской прессе только во время Первой мировой войны — младотурки, младополяки, младолатыши. В эмиграции также возникло „молодое национальное“ движение — младороссы. Возможно, что всё это привело к образованию и распространению в эмигрантском сообществе неологизма младостарец, как правило, с положительной коннотацией: он соответствовал значению „молодой, склонный к аскетизму священник“, стремящийся возродить в новых условиях эмиграции особый формат духовного окормления. Точно так же, как в эмиграции младороссы вдыхают новую жизнь в русскую национальную идею, младостарец возрождает практики дореволюционного духовного старчества. Это, однако, не более чем гипотетическая реконструкция». Вместе с тем термин «младостарец» также имел потенциал для развития в негативном ключе, так как приставка «младо-» могла нести и негативную коннотацию. Понятие «младоумие» можно встретить в русской аскетической литературе в значении «незрелость ума, характерная для юности», и здесь коннотации однозначно отрицательные.
Возможно, первым письменным источником, в котором встречается термин «младостарец», являются воспоминания митрополита Евлогия (Георгиевского) (1868—1946), опубликованные в Париже вскоре после его смерти: «О. Сергеенко работает с воодушевлением. У него есть дар влияния на людей, что дает ему повод, по молодости лет и по неопытности, притязать на роль „старца“. Кое-кто из медонцев называет его: „младостарец…“ О.Андрей устраивает у себя на дому собрания, на которых некоторые его последовательницы обучаются медитации; сидят молча, медитируя над предложенной им темой, и не смеют шелохнуться, „чтобы не нарушить богомыслия батюшки“, который тем временем сидит запершись в своём кабинете». Отсутствие у термина «младостарец» негативных коннотаций в то время, подтверждается другим ранним упоминанием, которое можно найти в «Золотом веке святоотеческой письменности» (1967) архимандрита Киприана (Керна) (1899—1960). Рассуждая о святом Макарии Египетском, он замечает: «Подвижничество его было настолько велико, что скитяне дали ему прозвище (παιδαριογερων) „младостарца“, „потому что он свыше возраста преуспевал в добродетелях“». Архимандрит Киприан позаимствовал выражение из разговорной речи и использовал его для описания ситуации с конкретным источником. Недостаток информации затрудняет однозначные выводы о существовании этого термина и границах его значения вплоть до 1970-х годов. Можно предположить, что первоначальным ареалом его распространения был русский Париж 1930—1950-х годов.
Понятие «младостарчество» впервые появляется во введении к работе И. М. Концевича (1893—1965) «Оптина пустынь и её время», впервые опубликованной в 1970 году: «Отметим ещё одно явление псевдо-старчества, которое мы можем наблюдать и в современной действительности: современное духовничество, как мы вскоре увидим, родилось из древнего монастырского старчества и является его вторичной формой. Благодаря родственности этих двух явлений, духовничества и старчества, у малоопытных священников, знакомых с аскетической литературой только теоретически, всегда может возникнуть соблазн „превышения власти“ — перехода грани духовничества, чтобы старчествовать, — в то время как они даже понятия не имеют в чём сущность истинного старчества. Это „младо-старчество“ (по одному меткому выражению), вносит разлад в окружающую жизнь. Оно таит опасность причинить и непоправимый вред душе опекаемого». И. М. Концевич, выпускник Свято-Сергиевского института в Париже, написал своё исследование об Оптиной пустыни и её времени незадолго до своей смерти, когда он уже жил в США и работал преподавателем патристики в Свято-Троицкой семинарии в Джорданвилле. По видимому, «меткое выражение» было придумано им уже в США.
Термин употреблял и протопресвитер Александр Шмеман. Так, в 1977 году он противопоставлял подлинную церковность епископа Григория (Афонского), которая была в его «левитской» крови, унаследованной им от поколений простых и смиренных русских пастырей, скороспелым «младостарцам». В дневниках за 2 декабря 1981 года он написал: «Современная молодёжь, прежде всего, несчастна. Несчастна потому, что живёт в мире, в котором один критерий — успех. Отсюда тоже невероятный разлив всяческого самозванства, учительства… „лидерства“. В Церкви это приводит ко всё разрастающемуся „младостарчеству“. <…> „Власть над душами“ — какая это, по-видимому, страшная и ненасытная страсть, как съедает она душу прежде всего самого того, кто ею одержим. На днях мне довелось прочитать письмо одного такого младостарца. Студент, получивший его, дал мне его — сомневаясь в уже не помню каком „поучении“ этого тридцатидвухлетнего учителя духовности. Какая поразительная самоуверенность, какое полное абсолютное самоотождествление с истиной. По прочтении письма мне стало просто страшно. И если бы это был единичный случай. Нет, я мог бы, не напрягаясь, назвать десять таких „старцев“, безнадёжно калечащих души своим псевдомаксимализмом… Как будто они никогда не читали, что „Господь гордым противится, а смиренным даёт благодать“». Таким образом здесь впервые возникает целостный образ, соответствующий ряду стереотипных черт: молодость, самоуверенность, «самоотождествление с истиной».
Это понятие стабилизируется как уничижительный термин и становится частью риторической стратегии, в рамках которой критикуется неопытный священник, злоупотребляющий своей властью и, под влиянием аскетической литературы, превышающий допустимую норму влияния на других. В таком значении его использует 18 мая 1987 года митрополит Антоний Сурожский на Международной церковно-научной конференции «Богословие и духовность»: «Большая опасность, которой подвергается молодой неопытный священник, полный энтузиазма и надежды, состоит в том, что подчас молодые люди, выходящие из богословских школ, воображают, будто рукоположение наделило их и умом, и опытностью, и „различением духов“, и делаются тем, что в аскетической литературе называли „младостарцами“. То есть, не обладая ещё духовной зрелостью, не обладая еще даже тем знанием, которое даёт просто личный опыт, они думают, что их научили всему, что может им помочь взять кающегося грешника за руку и повести от земли на небо». В этой работе термин «младостарчество» помещён в самом начале и фигурирует как ключевое, «программное» понятие. Эмигрантский неологизм, который митрополит Антоний, возможно, слышал в Париже, где он жил в 1923—1948 годах, превратился из «меткого выражения» Концевича в свидетельство «аскетической литературы». Эти факторы — авторитет митрополита Антония и авторитет, которым он наделил рассматриваемую концепцию, — вероятно, определили характер её дальнейшего развития в российском контексте.

## Оценка явления в Русской православной церкви
Современный церковный историк Андрей Кострюков видит причины младостарчества в кризисе духовнического служения, который был обусловлен, с одной стороны, утратой традиций подлинного духовничества, к которому прежде шли годами, а то и десятилетиями, а также массовым притоком народа в Церковь в 1990-годы в странах бывшего СССР. В связи с этим функции духовников стали брать на себя на себя люди неискушённые. Другой причиной расцвета младостарчества является стремление многих воцерковившихся людей найти старца. Как отмечал в 2005 году игумен Пётр (Мещеринов), «многие с полной серьёзностью утверждают, что Православие потому только и истинно, что в нём есть старцы. Найти „старца“ — главная „духовная“ задача многих православных. Мнение „старцев“ для них означает гораздо больше, чем Священное Писание, не говоря уж о мнениях Священноначалия. <…> Им недостаточно просто пастырей Церкви и пастырского руководства; им подавай нечто „большее и высшее“ — старцев. Некоторые православные чувствуют прямо какую-то ущербность и неполноту своей духовной жизни без старцев; некоторые стремятся „проверить“ у старца советы своего духовника… Всё это подпитывается немалым количеством соответствующей околоправославной литературы».
Проблема была замечена священноначалием Русской православной церкви и активно обсуждалась. 28 декабря 1998 года Священный синод Русской православной церкви вынес определение «Об участившихся в последнее время случаях злоупотребления некоторыми пастырями вверенной им от Бога властью вязать и решить». В документе отмечается, что задача духовника помогать советом, а не навязывать свою волю; бескомпромиссное послушание послушника старцу в монастырях не может применяться в приходской практике.
Патриарх Московский и всея Руси Алексий II на Архиерейском соборе 2000 года дал такую оценку младостарчеству:

…Прискорбно видеть, что и среди живущих в России находятся люди, стремящиеся подражать «радению о Православии». Даже некоторые клирики нашей Церкви, сохраняя на словах преданность своему Священноначалию, ведут себя как раскольники, претендуя на роль неких «старцев». Критикуя Священноначалие, они, в отличие от духоносных отцов прошлого и настоящего, критикой пытаются привлечь к себе внимание и таким образом создать себе авторитет. Как правило, непременным и единственным условием спасения они объявляют полнейшее подчинение себе тех, кто прибегает к их руководству, превращая их в неких роботов, не могущих без благословения такого «старца» совершить любое дело, каким бы незначительным оно ни было. Человек, таким образом, лишается той благодатной свободы воли, которая ему дарована Богом. Для подтверждения своей правоты они неправомочно используют ссылки на творения святых отцов, профанируя их великое делание и извращая само понятие старчества.
Митрополит Ювеналий (Поярков) констатировал в 2008 году: «Младостарчество наносит огромный непоправимый вред Церкви. В это искушение впадают молодые священники, не имеющие элементарного жизненного опыта и знания людей. Лжедуховничество нередко развивается в болезненной духовной атмосфере, порождает нездоровые эсхатологические чаяния, псевдохристианское мифотворчество, дискредитирующее Церковь в глазах светских людей».
4 июня 2024 года участники научно-практической конференции «Духовничество и псевдостарчество» сформулировали наиболее характерные черты деятельности псевдодуховников: стремление привлечь внимание к своей персоне, а не к Личности Иисуса Христа; навязывание мнения о том, что получить спасение и божественную помощь можно только у него; управление паствой при помощи приказов и завуалированного шантажа; стремление к тому, чтобы быть объектом духовного поклонения со стороны своей паствы. Среди причин возникновения лжедуховничества и псевдостарчества отмечены: духовная прелесть, крайне низкий уровень духовного образования, неверие и стремление к наживе.